# Панчакевич, Людвик

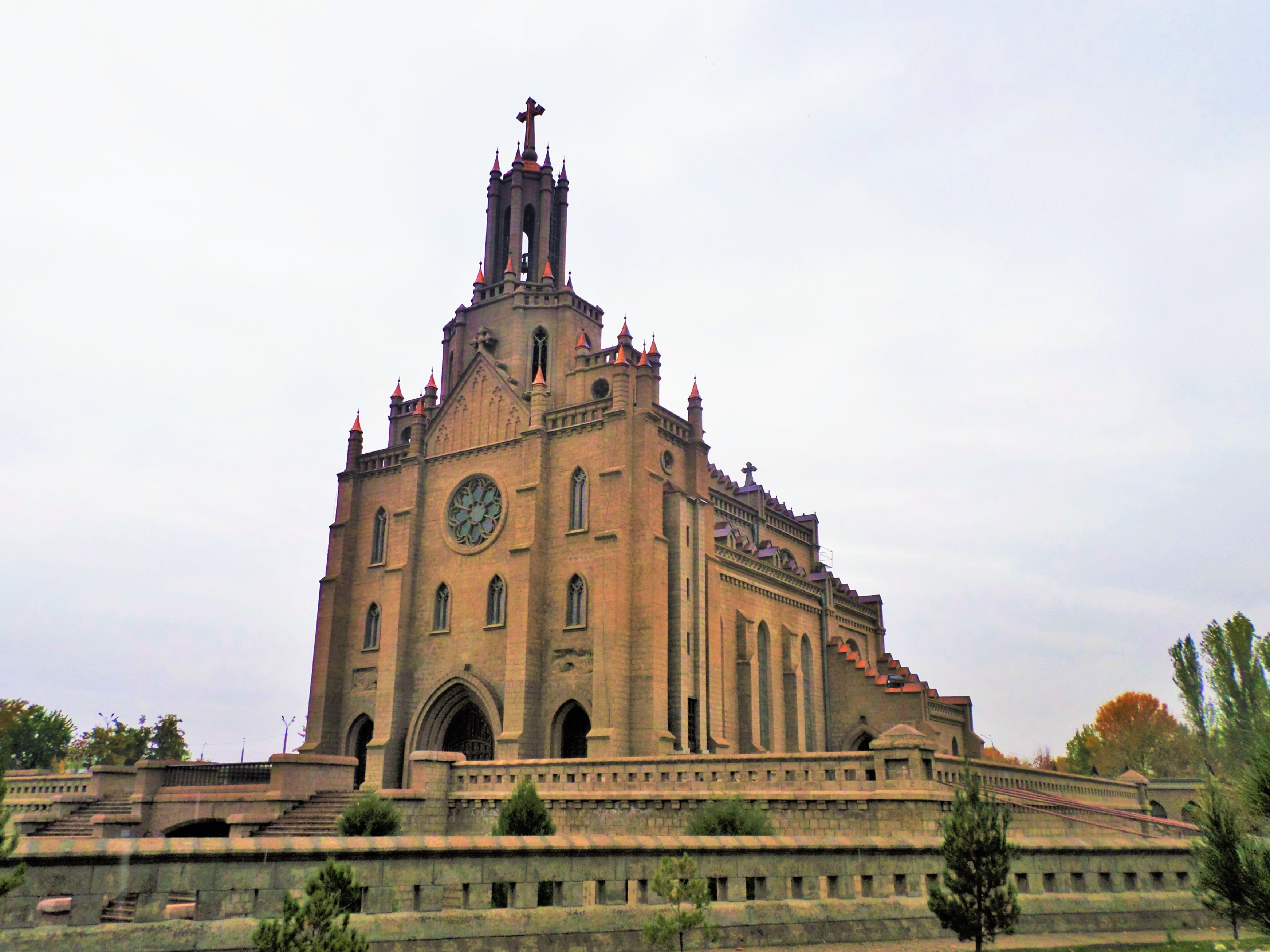
Собор Святейшего Сердца Иисуса, Ташкент, Узбекистан

Лю́двик Панчаке́вич (пол. Ludwik Panczakiewicz, 29 июля 1873 года — 4 июля 1935 года, Варшава, Польша) — польский архитектор и строитель.
Образование получил в Санкт-Петербурге. C 1898 года работал в Варшаве в стиле историзма и позднее — в стиле модернизма. Сотрудничал с архитектором Юзефом Пиусом Дзеконьским в проектировании в Варшаве католических церквей святых Михаила и Флориана (1898—1902), Святейшего Искупителя и святого Станислава в районе Воля. В 1912 году спроектировал церковь Святейшего Сердца Иисуса в Ташкенте.
В 1899—1901 года спроектировал два торговых ряда, называемые как «Мировские залы», концепция которых была основана на идее архитектора Стефана Шиллера. В 1911—1912 годах проектировал здания в Варшаве, самым известным из которых является многоквартирное здание № 6 на улице Маршалковской, названное его именем (Дом Панчакевича). Фасад этого здания украшен резьбой и лепниной варшавского скульптора Феликса Гецевича.